# عبدالرحمن فوزی

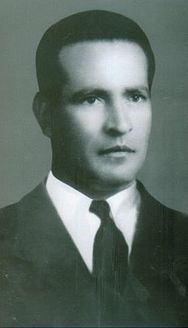
عبدالرحمن فوزی

عبدالرحمن فوزی (عربی: عبد الرحمن فوزی؛ ۱۱ اوت ۱۹۰۹ – ۱۶ اکتبر ۱۹۸۸) یک بازیکن و مربی فوتبال اهل مصر بود.
وی عضو تیم ملی فوتبال مصر در جام جهانی فوتبال ۱۹۳۴ بوده است.